# António Veiga
António Veiga foi um empresário português no ramo da construção civil.

## Biografia
António Veiga foi diplomado pela Instituto Industrial de Lisboa, tendo criado uma firma de construção civil sedeada na Praça dos Restauradores, em Lisboa. Esta empresa foi responsável por várias obras em território nacional, incluindo, em conjunto com a empresa de M. M. Oliveira, a construção da Estação Ferroviária do Sul e Sueste, a substituição das pontes de Quinta Nova, na Linha do Alentejo e de Mouratos, na Linha do Algarve, e dos pontões de Padrona, Vale do Mu, Sobralinho e Pavorra, na Linha do Sul, de Quebradas, na Linha do Douro, e de Campolide. Também foi responsável pela instalação da ponte da Linha de Cintura sobre a Rua do Arco do Carvalhão, dos arruamentos de acesso à Autoestrada de Lisboa a Cascais, dos esgotos e das bancadas no Estádio Nacional, dos acessos ao novo matadouro municipal em Olivais, das avenidas de acesso ao Aeroporto da Portela, e os pavimentos no Bairro dos Actores, que ligavam ao Novo Mercado.
Em Setembro de 1941, estava a trabalhar no segundo troço da Estrada Nacional 12-1ª, na Póvoa de Santa Iria, prevendo-se que a seguir iria iniciar uma intervenção na ponte de Vila Meã, na Linha do Douro.